# آيت قسو (آيت بورزوين الجنوبية)
آيت قسو هو دُوَّار يقع بجماعة آيت بورزوين، إقليم الحاجب، جهة فاس مكناس في المملكة المغربية. ينتمي الدوّار لمشيخة آيت بورزوين الجنوبية التي تضم 6 دواوير. يقدر عدد سكانه بـ 103 نسمة حسب الإحصاء الرسمي للسكان والسكنى لسنة 2004.

## وصلات خارجية
- البوابة الوطنية للجماعات الترابية
- المندوبية السامية للتخطيط